# Lorenc Antoni
Lorenc Antoni (* 23. September 1909 in Skopje; † 21. Oktober 1991 in Priština) war ein jugoslawischer Komponist, Chorleiter, Musikethnologe und Musikerzieher. Er gilt als der bedeutendste albanischsprachige Komponist Jugoslawiens.

## Leben
Lorenc Antoni gründete 1948 in Prizren die erste Musikschule der Provinz Kosovo; diese wurde nach Josip Štolcer-Slavenski benannt, trägt aber inzwischen den Namen Antonis. Bis 1956 war er Direktor dieser Musikschule.
Ab 1956 war er Musikredakteur bei Radio Priština. Er komponierte Werke für Chöre und Orchester. Diese Werke nehmen Elemente aus der albanischen Volksmusik auf. Daneben stellte er eine umfangreiche Sammlung albanischer Volkslieder zusammen und publizierte Bücher und Artikel zu diesem Thema. Außerdem leitete er mehrere Chöre.

## Bücher
- Folklori muzikor shqiptar, 7 Bände, 1956–1978.

## Weblink
- Rreze Kryeziu: Antoni, Lorenc. In: Grove Music Online (englisch; Abonnement erforderlich).

| Personendaten    | Personendaten                                                          |
| ---------------- | ---------------------------------------------------------------------- |
| NAME             | Antoni, Lorenc                                                         |
| KURZBESCHREIBUNG | jugoslawischer Komponist, Chorleiter, Musikethnologe und Musikerzieher |
| GEBURTSDATUM     | 23. September 1909                                                     |
| GEBURTSORT       | Skopje                                                                 |
| STERBEDATUM      | 21. Oktober 1991                                                       |
| STERBEORT        | Priština                                                               |